# Улица Гурчевская
Гурчевская улица (пол. Ulica Górczewska) — улица в Варшаве, в городских районах Воля и Бемово.
Является одной из границ парка Мочидло (пол. Moczydło).

## История

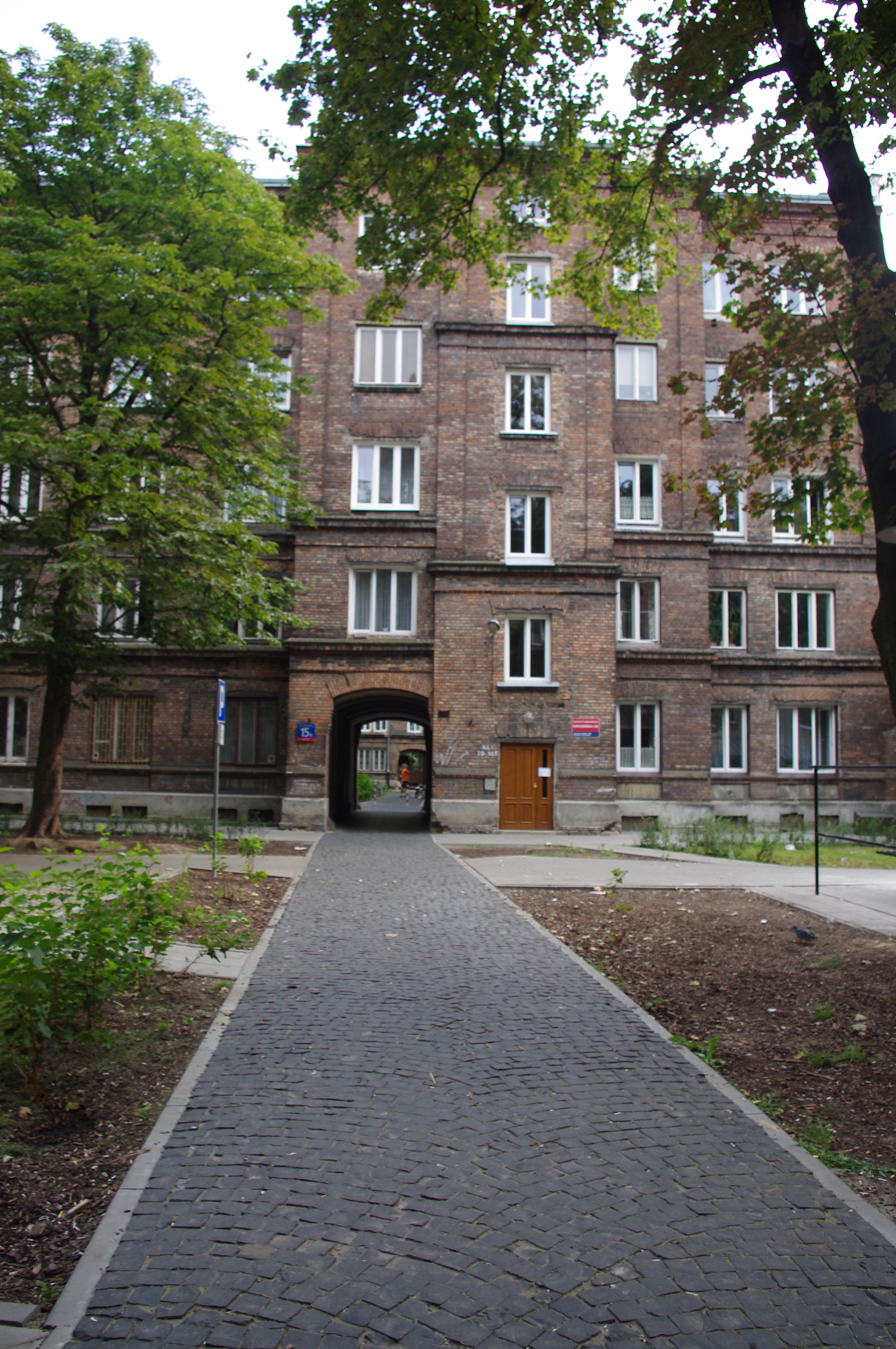
Колония Вавельберга

Сложилась как улица около 1775 года.
Современное название получила в 1945 году по деревне Гурце (пол. Górce — Горка), существовавшей в этих местах (известна с XV века). В районе деревни улица сохраняла сельский характер до 1939 года.
В XVIII веке здесь имел свою резиденцию Адам Понинский.
В 1920-х годах на выделенные по случаю празднования пятидесятилетия со дня своего основания Коммерческим банком в Варшаве на благотворительные цели 300 тысяч рублей в городе по линии улиц Вавельберга, Гурчевской и Дзялдовской был возведён квартал доступного жилья для рабочих («Колония Вавельберга»).
Во время Варшавского восстания (1944) на улице происходили бои с оккупантами. После подавления восстания район улицы подвергся планомерному разрушению немцами, здесь ими было расстреляно несколько тысяч местных жителей. Заводские здания были взорваны, заводское оборудование разграблено. После войны заводы не были восстановлены, восстанавливалась только жилая застройка.
До наших дней сохранились также многочисленные немецкие укрепления времён Второй мировой войны в насыпи железной дороги.

## Достопримечательности
Эрратический валун

## Известные жители
Во время немецкой оккупации Варшавы в годы Второй мировой войны квартира дочери генерала Сикорского — Зофьи Лесневской — на этой улице стала конспиративной квартирой польского сопротивления.

## Галерея

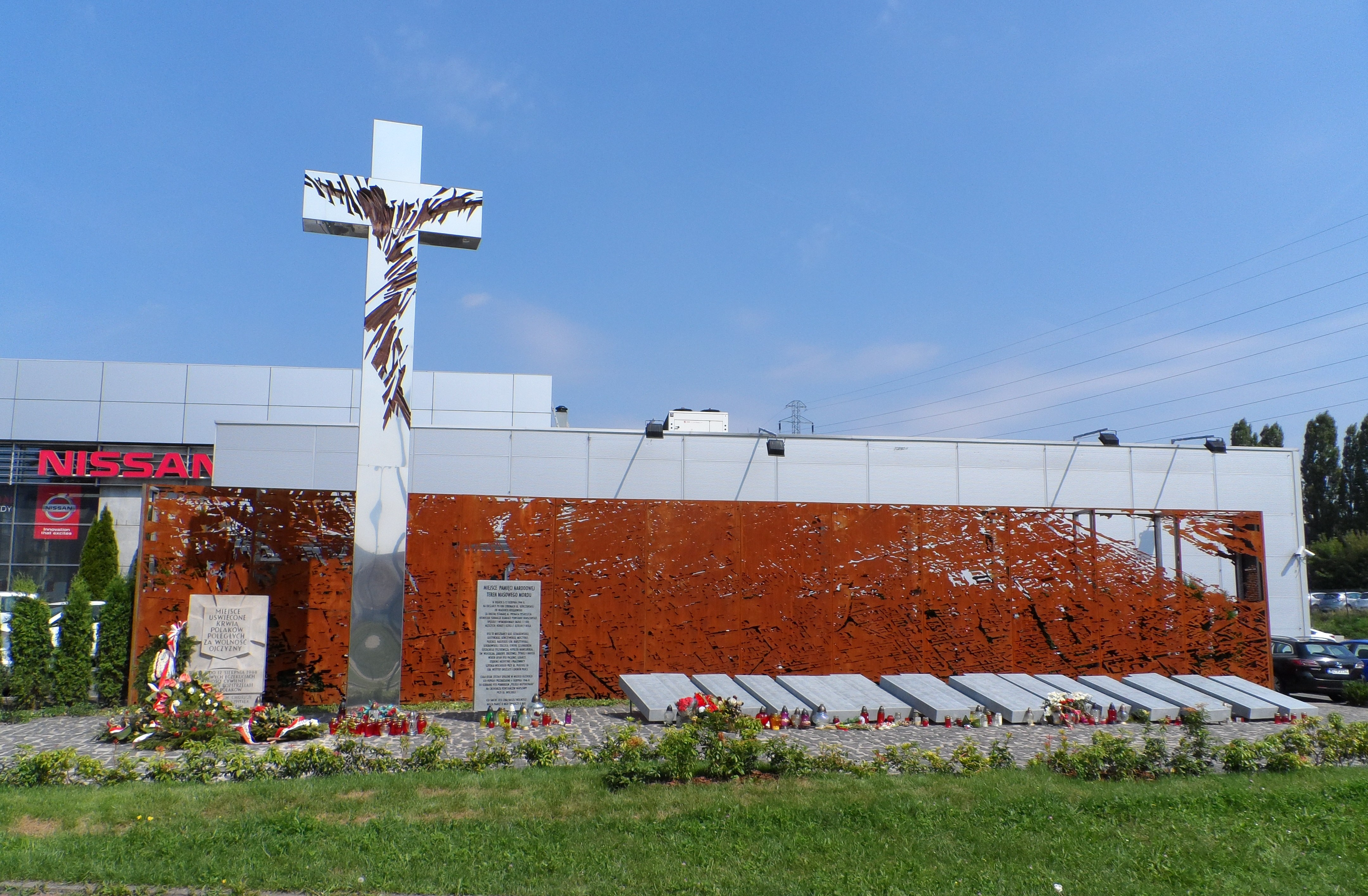
Мемориал жертвам немецкого террора 1944 года
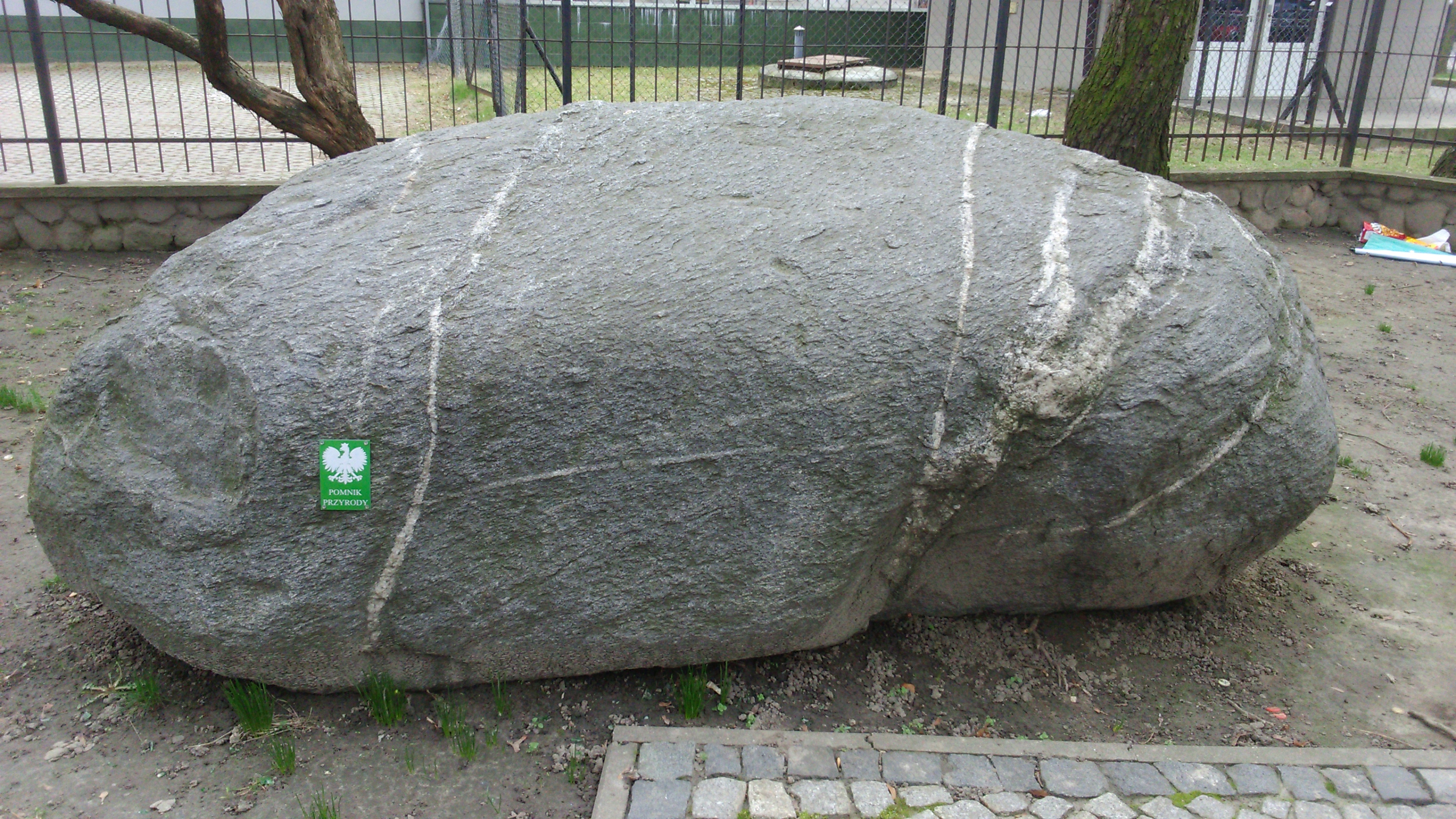
Валун